# Koan (Stephan Micus)
Koan is een studioalbum van Stephan Micus. Het album bevat slechts één suite. Het werk was al in 1977 opgenomen, maar verscheen pas in 1981 op de markt. Het album is opgenomen in Keulen. Micus zou in de toekomst wel vaker relatief lang doen over opnamen, hij deed immers alles zelf.
Het album heeft als motto een Koan van Boeddhistische monnik Tsui-Yen. De essentie van het leven is volgens hem na een wereldreis te hebben ondernomen: "Als er geen wolken boven de bergen hangen, dat dringt het maanlicht door de rimpelingen op het meer". Zijn leraar vindt dat ouderwets. Als Tsui-Yen dan vraag wat de essentie van het leven is, antwoordt de leraar: "Als er geen wolken boven de bergen hangen, dat dringt het maanlicht door de rimpelingen op het meer". 

## Musici
- Stephan Micus – shakuhachi, citer, gender, sarangi, rabab, bodhrán, angkloeng, kyeezee, Birmese bellen, zang, gitaar

## Muziek
| Nr. | Titel     | Duur  |
| --- | --------- | ----- |
| 1.  | Part I    | 2:36  |
| 2.  | Part II   | 11:59 |
| 3.  | Part IIIa | 11:22 |
| 4.  | Part IIIb | 5:41  |
| 5.  | Part IV   | 4:31  |
| 6.  | Part V    | 10:02 |